# U-dům čp. 98/18
U–dům na ulici Mírová čp. 98/18 je nájemní pavlačový dům v katastrálním území Vítkovice v městské památkové zóně. Byl postaven v rámci výstavby tzv. Nových Vítkovic v období 1882–1884. V roce 1988 byl pavlačový dům zapsán do Ústředního seznamu kulturních památek České republiky.

## Historie
Výstavba Nových Vítkovic je ovlivněna Paula Kupelwiesera, který v roce 1876 nastoupil na post generálního ředitele Vítkovických železáren. Výstavba měla zajistit lepší podmínky bydlení zaměstnancům železáren a jejich rodin. V roce 1993 Magistrát města Ostravy vydal rozhodnutí o vyhlášení památkového ochranného pásma ve Vítkovicích, ve kterém jsou zahrnuty významné stavební památky, mezi ně patří dva pavlačové U-domy postavené po stranách kostela sv. Pavla. Oba polyfunkční domy byly postaveny ještě podle původního regulačního plánu v letech 1882–1884 v historisujícím slohu. V domech bylo 39 respektive 42 bytů. V jednom byl v přízemí obchod a ve druhém knihovna s čítárnou.

## Popis
Pavlačový U-dům je samostatně stojící jednopatrová budova zděná z červeného režného cihlového zdiva na půdorysu písmene U ukončena polovalbovou střechou krytou plechem. Uliční průčelí je rozděleno dvouosým středovým rizalitem na dvě čtyřosé části. Průčelí jsou členěná římsami, profilovaným ostěním, kovovými a tesařskými prvky. Okna a dveře mají půlkruhový záklenek. Rizalit je ve štítu zdobený hrázděním. Dvorní průčelí je děleno ze tří stran krytou železnou průběžnou pavlačí. V ose byl průjezd a dvojramenné schodiště vedoucí na pavlač. V suterénu a v přízemí jsou segmentové klenby zaklenuty do traverz. V domě byly jedno, dvoj a třípokojové byty pro dělníky a úředníky. Pro dva byty byl společný vchod, předsíň a záchod. Ve dvoře byla provozní stavba pro potřebu obyvatel.